# Richard Hickox
Richard Hickox   (Stokenchurch, 5 de març de 1948 - Swansea, 23 de novembre de 2008) va ser un director anglès de música coral, orquestral i operística.

## Adolescència
Hickox va néixer a Stokenchurch, Buckinghamshire, en el si d'una família musical. Després d'assistir a la "Royal Grammar School, High Wycombe", del 1959 al 1966, va estudiar a la Royal Academy of Music de Londres del 1966 al 1967, i després va ser estudiós d'orgue al "Queens 'College" de Cambridge del 1967 al 1970.

## Carrera
El 1967, mentre el seu pare era vicari de Wooburn, Buckinghamshire, Hickox va fundar el festival de Wooburn i finalment va esdevenir-ne president. El festival encara té lloc i compta amb música, teatre i arts visuals. Hickox també va fundar els Wooburn Singers i va continuar com a director d'orquestra fins que el va succeir Stephen Jackson.
Del 1970 al 1971 Hickox va ser director de música a la "Maidenhead Grammar School" (després Desborough School). Va fundar la Symphony City London el 1971, sent director musical fins a la seva mort, i també va fundar el Richard Hickox Singers and Orchestra el mateix any. Els cantants de Richard Hickox apareixen a làlbum Hounds of Love de Kate Bush a la cançó "Hello Earth"; La secció coral és la cançó popular georgiana "Tsintskaro". Va ser el director de música del St. Endellion Music Festival del 1972 al 2008.
El 1972, amb 24 anys, va ser nomenat successor de Martin Neary com a organista i mestre de música a "St. Margaret's, Westminster" (l'església de les Cases del Parlament), afegint posteriorment les direccions del London Symphony Chorus (1976) i Bradford Festival Choral Society (1978). Del 1982 al 1990, va exercir de director artístic de la Sinfònia del Nord. Va ser director convidat associat de la London Symphony Orchestra des del 1985 fins a la seva mort. Va ser director del Cor de la London Symphony Chorus del 1976 al 1991, amb qui va estrenar la cantata The Three Kings de Peter Maxwell Davies el 1995. Va estrenar A Dance on the Hill el 2005, del mateix compositor. El seu repertori incloïa més de 100 primeres actuacions.
El 1990, va cofundar lorquestra barroca Collegium Musicum 90 amb Simon Standage. Durant cinc anys, Hickox va ser director musical del Festival Spoleto, Itàlia. Del 2000 al 2006, va ser director principal de la BBC National Orchestra of Wales, després es va convertir en el seu director emèrit. Es va convertir en el director musical d'Opera d'Australia el 2005. En aquest paper va dirigir les estrenes australianes de The Love for Three Oranges, Rusalka i Arabella (que va guanyar el prestigiós premi Helpmann del 2008 a la millor òpera).
Va col·laborar en noves produccions de Les Contes d'Hoffmann i Alcina. Chandos ha publicat enregistraments en CD de The Love for Three Oranges i Rusalka i van rebut crítiques molt positives a la premsa internacional i local. Hickox també va portar grans avivaments, incloent Tannhäuser, Death in Venice, Giulio Cesare, Billy Budd, i de Leoš Janáček Věc Makropulos en txec (El cas Makropoulos).
En els darrers anys, els cantants d'òpera australians Fiona Janes i Bruce Martin, que anteriorment participaven a l'Opera Australia, havien abandonat l'organització i van criticar Hickox i l'Opera Australia per la percepció de disminucions en els estàndards artístics des de l'inici del mandat d'Hickox.
Hickox va ser contractat com a director musical d'Opera Australia fins al 2012 en el moment de la seva mort, el novembre de 2008.
Hickox va ser nomenat Comandant de l'Ordre de l'Imperi Britànic (CBE) en els honors de l'aniversari de la reina del 2002. El seu repertori discogràfic es va centrar en la música britànica, en la qual va realitzar diverses estrenes de gravació per a Chandos Records (va fer més de 280 enregistraments per a aquesta companyia). El 1997 va guanyar el premi Grammy a la Millor Òpera de gravació per a la seva gravació de Benjamin Britten, Peter Grimes.
Va guanyar cinc premis "Gramophone": per a enregistraments del War Requiem de Britten (1992); Frederick Delius i el seu Sigui Drift (1994); l'òper de William Walton Troilo i Crésida (1995); la versió original de 1913 de A London Symphony de Ralph Vaughan Williams (disc de l'any de 2001 i millor disc orquestral); i Charles Villiers Stanford i els Songs of the Sea (2006 Elecció de l'Editor). Va fer només el segon enregistrament del Rèquiem de Delius (1996).
El 2003 va rebre un doctorat en música a la Universitat de Durham; i va ser membre honorari del "Queens 'College de Cambridge". Va rebre dos premis musicals de la "Royal Philharmonic Society", el primer premi Sir Charles Groves, lEvening Standard Opera Award i el premi Association of British Orchestras. També va ser president de la Societat Elgar.

## Mort
El 23 de novembre de 2008, durant una sessió d'enregistrament de la primera simfonia coral de Gustav Holst per a "Chandos", Hickox va emmalaltir i va morir a Swansea a causa d'un aneurisma toràcic dissecant. Ell havia estat programat per dur a terme una nova producció de Vaughan Williams Genets cap a la mar amb Anglès Òpera Nacional de aquest mateix mes.
El 26 de novembre de 2008 es va celebrar un servei commemoratiu al "Queens 'College de Cambridge", amb música dirigida per Sir David Willcocks. El 12 de març de 2009 es va celebrar un servei d'acció de gràcies a la catedral de St Paul, Londres.

## Vida personal
Hickox es va casar tres vegades. El 1970 es va casar amb Julia Smith: el matrimoni es va dissoldre el 1976. El seu segon matrimoni amb Frances Sheldon-Williams va produir un fill, Tom Hickox. Aquell matrimoni també es va dissoldre. El seu tercer matrimoni va ser amb la contralt Pamela Helen Stephen amb dos fills: Adam i Abigail. La seva vídua i els seus tres fills el sobreviuen. El seu fill Adam es va convertir en ajudant de direcció a Rotterdam el 2019.